# Casta portuguesa
La Casta portuguesa es un prototipo racial del toro de lidia que surgió durante el siglo XVI en Portugal y que subsiste aún hoy en día, aunque de forma minoritaria, dentro de la ganadería brava lusitana.
El origen de esta casta procede de la selección ganadera que iniciaron los reyes de la Casa de Habsburgo y Braganza durante la Edad Moderna, que buscaron animales que cumplieran con las exigencias de los espectáculos ecuestres que se celebraran en las fiestas reales y que darían origen al arte del rejoneo.

## Historia
La celebración de espectáculos taurinos en Portugal, popularizados desde el siglo XVI bajo el reinado de Manuel I el Venturoso, fue determinando la necesidad de disponer de reses bravas que ofrecieran dinamismo a las fiestas que se celebraban. Por esta razón, durante toda la Edad Moderna, las vacadas reales fueron seleccionando un ganado propicio y que se popularizó durante el siglo XIX cuando, tras la aplicación de la Ley de los Morgadios (1836), se liberalizó la distribución de tierras y la cría de ganado, llevando a la aristocracia y a la alta burguesía portuguesa a implicarse en la selección del toro bravo.
Será el momento en el que surjan importantes ganaderías como la de Manuel da Silveira, marqués de Fonte de Lima; la de Caetano de Braganza, duque de Braganza, Máximo da Silva, barón de Salvaterra de Magos, Joao Ignacio da Valada o José Vaz Monteiro. Todos ellos terminarán "por ser las precursoras de la evolución y la selección del toro de lidia en Portugal", algunas apostando por la tradicional casta portuguesa y otras por incorporar reses de origen español, modificando la estructura genética particular del país luso.
De tal manera, la casta portuguesa pasaría a ir reduciendo su presencia entre las ganaderías bravas de la tierra, renovándose con animales procedentes de otros tipos raciales, como la Casta Vistahermosa, haciéndolo a través de distintos encastes: Gamero-Cívico, Atanasio Fernández, Murube-Urquijo o Albaserrada. Una razón que, andado el tiempo, ha llevado a considerar al toro de origen puro portugués como "un bovino de caracteres casi desaparecidos".

## Características
El veterinario portugués Antonio Vasco resumió las características del toro bravo de pura casta portuguesa durante una ponencia en el marco del Congreso Mundial Taurino de Veterinaria, celebrado en Zaragoza en 1994. En su intervención, así como en las actas de dicho acto académico estableció los siguientes rasgos zootécnicos:
- Animal corpulento y de formas bastas, con cabeza de perfil cóncavo, órbitas salientes y cornamenta desarrollada.
- Animales de pelaje albinegro y embestida tendiente a la mansedumbre.

## Ganaderías representativas
| Hierro | Nombre           | Antigüedad          | Finca                   | Localidad         | Provincia | País     | Procedencia                                      | Filiación | Estado | Ref    |
| ------ | ---------------- | ------------------- | ----------------------- | ----------------- | --------- | -------- | ------------------------------------------------ | --------- | ------ | ------ |
| -      | Albino Fernandes | -                   | Pico da Bagacina        | Angra do Heroísmo | Azores    | Portugal | Casta Portuguesa y Santiago Domecq, por separado | -         | Activo | [ 7 ]  |
| -      | José Dias        | -                   | Herdade da Aroeira      | Santo Estêvão     | -         | Portugal | Norberto Pedroso                                 | -         | Activo | [ 8 ]  |
| -      | Vale do Sorraia  | -                   | Herdade de Madeiros     | Coruche           | -         | Portugal | Casta Portuguesa                                 | -         | Activo | [ 9 ]  |
|        | Vaz Monteiro     | 24 de junio de 1843 | Herdade de São Martinho | Maranhão          | -         | Portugal | Casta Portuguesa                                 | -         | Activo | [ 10 ] |